# Gustav Olsen
Gustav Karl Eli Olsen (27. prosince 1878 Sisimiut – 7./8. srpna 1950 Sisimiut) byl grónský pastor, misionář a spisovatel.

## Životopis

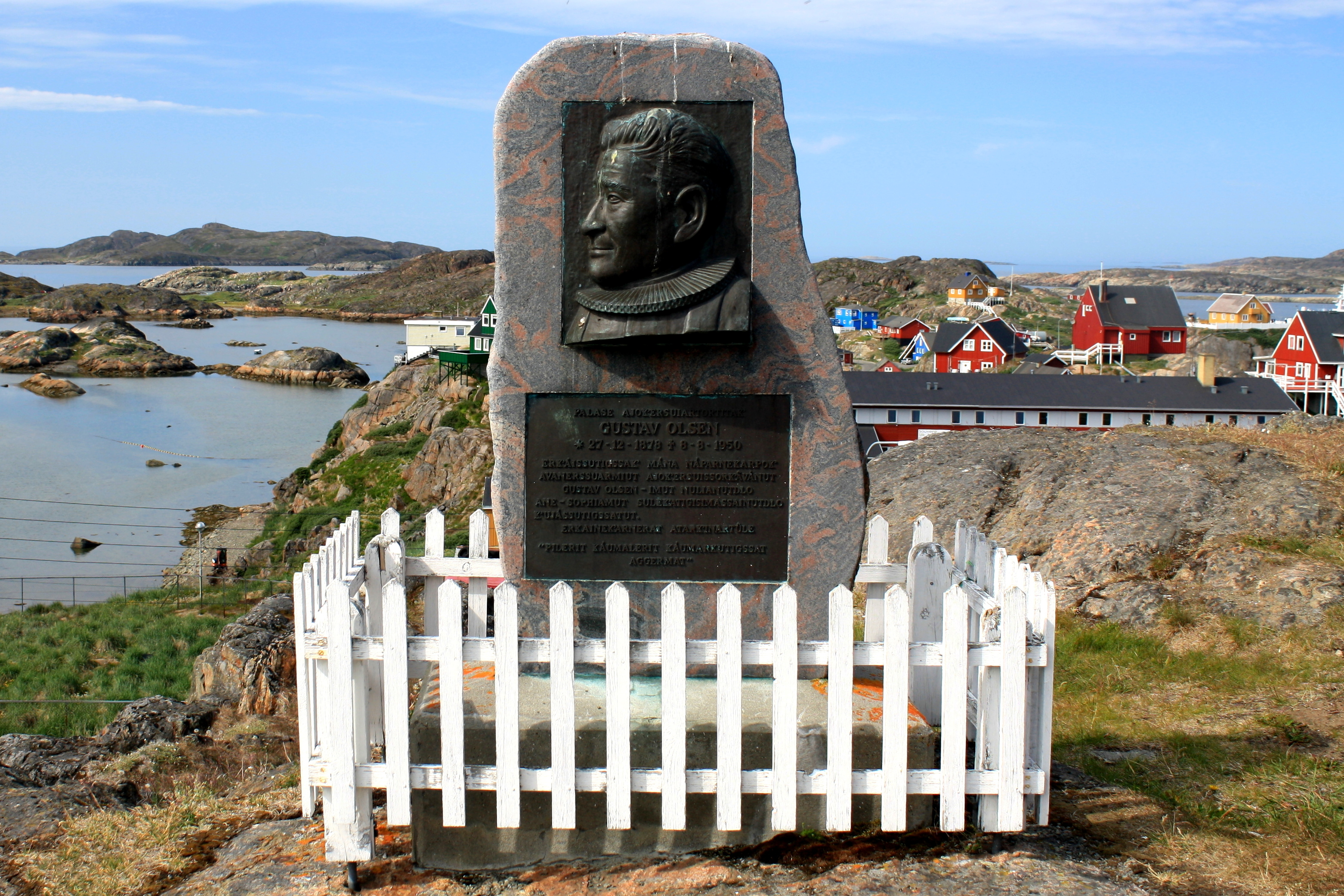
Pomník Gustava Olsena v Sisimiutu

Gustav Olsen se narodil v roce 1878 v Sisimiutu. Vyučil se katechetou v Grónském semináři a studium dokončil v roce 1900. Ještě během studií misionářil u Inuitů na mysu York. V roce 1909 nakonec spolu s Knudem Rasmussenem založil misijní stanici na mysu York. Byl vysvěcen v Ilulissatu a v roce 1910 spolu s Rasmussenem a Peterem Freuchenem založil město Uummannaq jako obchodní stanici, jejíž obyvatelé byli později přesídleni do Qaanaaqu.
Kromě Rasmussena mu na misijní stanici pomáhal nejprve Sechmann Rosbach a později Enok Kristiansen. Až do roku 1913 působil v extrémních podmínkách u primitivních Inuitů. Musel postavit domy a školy, zásobovací lodě se na místo sotva dostaly. Po ročním pobytu v Dánsku pokračoval ve své činnosti až do roku 1921, kdy ji musel ze zdravotních důvodů ukončit. V té době již bylo pokřtěno 120 z 270 Inuitů, další měli brzy následovat. Olsenovou výhodou bylo, že jako Gróňan měl na domorodce větší vliv. Později byl ještě farářem ve městech Upernavik, Ilulissat, Qeqertarsuaq, Uummannaq a Sisimiut. Olsen zemřel v Sisimiutu v roce 1950 ve věku 71 let.

## Rodina
Gustav Olsen byl synem Tomase Kristoffera Samuela Olsena (1843–1919) a Johanne Gjertrud Kirsten Inger Johansenové (1854–1911). Mezi jeho bratry patřil i člen expedice Jakob Olsen (1890–1936). Oženil se s Ane Sophií Karen Berthelsenovou (1882–1951), dcerou Rasmuse Berthelsena (1827–1901). Z manželství vzešel mimo jiné syn Hendrik Olsen (1901–1967). Jedním z vnuků byl umělec Kristian Olsen (1942–2015).